# Tisserin doré
Ploceus hypoxanthus
Espèce
Statut de conservation UICN

 NT  : Quasi menacé
Le Tisserin doré (Ploceus hypoxanthus) est une espèce de passereaux appartenant à la famille des Ploceidae.